# Онељије (Бјела)
Онељије је насеље у Италији у округу Бијела, региону Пијемонт.
Према процени из 2011. у насељу је живело 33 становника. Насеље се налази на надморској висини од 755 м.